# 張音
張音（?—?），东汉末期政治人物。
張音是东汉末年太常。延康元年（220年），汉献帝禅位于魏王曹丕，召百官公卿，向高祖刘邦之灵禀告。汉献帝命张音兼御史大夫，持节奉玺绶至魏王宫。表示禅位。东汉灭亡，曹魏建立。
《三国演义》上張音原为高庙使。